# Filozofija matematike
Filozofija matematike postavlja temeljna pitanja: što je to matematika i kako se matematika treba koristiti. Postoji veliki broj filozofskih škola koje su pokušale dati odgovor na ova pitanja, a glavne su predstavljene ispod.

## Platonizam ili matematički realizam
Platonizam ili realizam uči da matematika postoji u svom vlastitom svijetu, paralelnom s našim. Lako je zamjetiti da se matematika pojavljuje u skoro svim znanostima. Osnovna misao je da je matematika nešto što već postoji i što matematičari istražuju. To se može usporediti s Platonovim svijetom ideja u kojem je naš vlastiti svijet samo sjena očitog. Aksiom unutar realizma je analogan fizičkom svijetu prirodnih zakona.
Problem s ovakvim pristupom je da se mora objasniti u kojem svijetu se matematika nalazi, i kako je ona povezna s našim fizičkim svijetom.
Poznati platonisti ili realisti su Pitagora, Roger Penrose i Kurt Gödel.

## Formalizam
Formalizam uči da matematika u osnovi govori o manipulacijama nizovima informacija, tj. koristi se različitim pravilima kod kojih se mijenjaju simboli prema temeljnim pretpostavkama. Ove temeljne pretpostavke su aksiomi koji se manipulacijom u skladu s određenim pravilima pretvaraju u teorem. Na taj način se matematika može usporediti s igrom, npr. šahom, gdje se figure pomiču u skladu sa strogo određenim pravilima. Formalizam ne postavlja iste zahtjeve kao platonizam: mogu se odbaciti aksiomi i pravila, jer nisu "prirodni zakoni", i ne postoji  "perfektna" aksiomska struktura. Unutar formalizma ne postoji dakle čvrsta veza između znanosti i matematike, to je samo slučajnost da ove strukture liče jedna na drugu, i ne postoji nikakav platonski svijet ideja  "iza" fizičkog svijeta.
Problemi koje formalizam teško objašnjiva su su Gödelovi teoremi nepotpunosti.
Poznati formalisti bili su David Hilbert i Haskell Curry.

## Logicizam ili logistika
Logicizam ili logistika uči da je matematika isto što i logika i da se može izvesti iz nje. Takvo stajalište podržavali su Bertrand Russell i Alfred North Whitehead u Principia Mathematica čiji je krajnji cilj bio ujedinjenje filozofske logike i matematike. Ovakve ideje su danas uglavnom odbačene. 

## Spoznajne teorije
Spoznajne teorije vide matematiku kao unutarnju funkciju ljudske svijesti, što je prirodan slijed naše perceptivne sposobnosti. Može se npr. vidjeti da mozak jako reagira na geometrijske predmete stvorenih ravnim linijama, dok bezoblični predmeti ne daju iste jake reakcije kao što je to bilo u prvom slučaju. Dakle u ovom slučaju spoznajne teorije vide matematiku kao bitno podređenu biologiji. Matematika bi znači tako bila elektrokemijski fenomen u ljudskom mozgu.

## Socijalni konstruktivizam
Socijalni konstruktivizam smatra da se matematika mora promatrati kao socijalni predmet, kao dio društva, i njena unutarnja logika treba slijediti isti obrazac kao i drugi znanstveni procesi.